# Lychnostatis
Lychnostatis és un museu a l'aire lliure a Creta. És una institució privada fundada el juliol de 1992 i que va començar a actuar com a museu el març de 1994 amb una associació i un comitè científic i un organitzatiu. Els seus fons estan formats per múltiples objectes: des de brodats a objectes agrícoles, herbes, plantes, fruites i altres, que els visitants poden tocar i fins i tot tastar. El seu origen fou la col·lecció privada de Giorgios Markakis, professor d'oftalmologia i escriptor, reunida durant 30 anys, i organitzada per exhibició entre 1986 i 1992 per cinc membres de la seva família i alguns voluntaris. La zona del museu, prop de Càndia, seguint les teories de Markakis, fou construïda en fusta i pedra i no es van utilitzar buldòzers ni màquines de cap mena.